# Anna Cruz
Anna Cruz, née le 27 octobre 1986 en (Espagne) est une joueuse espagnole professionnelle de basket-ball.

## Biographie
En juillet 2014, elle annonce jouer une seconde saison au Nadejda Orenbourg après un premier exercice réussi (8,8 points, 3,7 rebonds et 4,6 passes décisives en Euroligue et 7,6 points et 2,9 rebonds en championnat).
Elle dispute en 2014 sa première saison WNBA avec le Liberty de New York avec quelques belles sorties comme 13 points et 5 passes décisives le 29 juillet 2014 face aux Mystics de Washington. Le jour de la draft WNBA 2015, le Lynx du Minnesota transfère au Liberty de New York leur onzième choix Kiah Stokes avec les 23e et 28e choix à venir contre Cruz et leurs futurs 16e et 35e choix.
Après l'Euro 2015, elle rejoint le Lynx et y en chaîne de belles performances. Son équipière Seimone Augustus blessée pour une durée indéterminée, elle intègre le cinq de départ lors de la rencontre victorieuse du 17 juillet face au Sky de Chicago où elle inscrit 16 points, 8 rebonds et 5 passes décisives. Précieuse en l'absence d'Augustus de Whalen, elle se montre efficace des deux côtés du terrain loin de la rookie qu'elle était un an plus tôt. Avant les Finales WNBA, Lindsay Whalen loue son apport : « Vous ne pouvez ^pas en dore assez sur elle. Elle nous a manqué les huit ou neuf premières rencontres de la saison, puis elle nous a apporté aussitôt une étincelle. Elle a un gros cœur. Elle joue dur à chaque seconde et nous essayons toutes d'avoir sa ténacité. »
Défaite en demi-finales par la France, l'Espagne obtient la médaille de bronze de l'Euro 2015 grâce à une victoire 74 à 58 face à la Biélorussie.
Elle remporte en 2015 le titre WNBA avec le Lynx qui bat le Fever de l'Indiana 3 manches à 2.
En 2016 elle permet à l'équipe d'Espagne d'atteindre les demi-finales aux jeux olympiques de Rio grâce à un tir qui marque à moins d'un dixième de seconde de la fin.
En 2015-2016, elle effectue une nouvelle saison à Orenburg pour 9,6 points, 4,1 rebonds et 3,6 passes décisives en championnat et 9,1 points, 4,7 rebonds et 3,9 passes décisives en Euroligue. Le club atteint la finale des deux compétitions, remportées par UMMC Iekaterinbourg. Après la médaille d'argent obtenue aux Jeux olympiques de Rio (7,7 points, 4,3 rebonds et 2,7 passes décisives), elle effectue la fin de la saison WNBA 2016 avec le Lynx du Minnesota.
Lors de la coupe du monde 2018, l'équipe obtient la médaille de bronze, cette fois face à la Belgique.

## Clubs
- 2002-2005 :  UB-FC Barcelone
- 2005-2008 :  Club Baloncesto Ciudad de Burgos
- 2008-2009 :  Olesa-Espanyol
- 2009-2013 :  Rivas Ecópolis
- 2013-2016 :  Nadejda Orenbourg
- 2016- :  Dynamo Koursk

WNBA
- 2014 : Liberty de New York
- 2015- : Lynx du Minnesota

## Palmarès
- Médaille d'or au Championnat d'Europe 2019 à Belgrade (Serbie)[12]
- Médaille de bronze à la coupe du monde 2018[11]
- Championne WNBA 2015[8]
- Médaille de bronze au championnat d'Europe 2015[7] en Hongrie et Roumanie
- Médaille d’argent du Championnat du monde 2014 en Turquie[13]
- Championnat du monde de basket-ball féminin 2010 en république tchèque
- Championnat d'Europe de basket-ball féminin 2009 en Lettonie
- Coupe de la Reine : 2011, 2013[14]